# Канге
Канге (хангъл:강계시, правопис по системата на Маккюн-Райшауер Kanggye, поради наличие на йотация се изговаря най-близко до Кангйе, но се пише Канге) е град в Северна Корея, столица на провинция Чаган. Населението му се изчислява на около 260 000 души за 2007 г. Разположен е на 4 реки. Заради стратегическото си местоположение градът е представлявал обект на военни интереси по време на династията Чосон, управлявала от 1392 до 1910.
Канге е свързан с останалите севернокорейски градове по въздух, суша и вода. Голяма магистрала го свързва директно с Пхенян, а летището в околността, което се използва и от военните, прави възможно свързването по въздух дори с китайските градове.
Основните промишлени предприятия в града са свързани с минното дело и дървообработването. Добиват се мед, цинк, въглища и графит.